# Moëslains
Moëslains település Franciaországban, Haute-Marne megyében. Lakosainak száma 461 fő (2022. január 1.). Moëslains Éclaron-Braucourt-Sainte-Livière, Laneuville-au-Pont, Saint-Dizier és Valcourt községekkel határos.

## Népesség
A település népességének változása:
| Lakosok száma | 252  | 540  | 606  | 486  | 429  | 432  | 425  | 444  | 453  | 461  |
|               | 1968 | 1982 | 1990 | 2006 | 2013 | 2015 | 2017 | 2019 | 2020 | 2022 |